# دانیل باتز
دانیل باتز (انگلیسی: Daniel Batz؛ زادهٔ ۱۲ ژانویهٔ ۱۹۹۱) بازیکن فوتبال اهل آلمان است.
از باشگاه‌هایی که در آن بازی کرده‌است می‌توان به باشگاه فوتبال نورنبرگ، باشگاه فوتبال فرایبورگ، و باشگاه فوتبال کمنیتس اشاره کرد.